# Dolní Pohleď
Dolní Pohleď – wieś i gmina w Czechach, w powiecie Kutná Hora, w kraju środkowoczeskim. Według danych z dnia 1 stycznia 2013 liczyła 96 mieszkańców.